# Adama Tamboura
Adama Tamboura (Bamako, 18 maggio 1985) è un ex calciatore maliano, di ruolo centrocampista.

## Palmarès

### Club

#### Competizioni nazionali
- Campionato maliano: 1

Djoliba: 2004
- Coppa del Mali: 2

Djoliba: 2003, 2004
- Svenska Cupen: 1

Helsingborg: 2006